# Enrique Paillardell
Enrique Paillardell (en algunas fuentes: Enrique Pallardelli o Enrique Paillerdelle) (Marsella, 1785 - Buenos Aires, 1815) fue un militar de origen francés que encabezó la rebelión de Tacna de 1813, en el contexto de la guerra de la independencia del Perú. Participó además en las Expediciones Auxiliadoras al Alto Perú, en las guerras civiles durante el Directorio de las Provincias Unidas del Río de la Plata y murió ejecutado por haber colaborado durante el gobierno del Director Supremo Carlos María de Alvear.

## Biografía
Fue hijo del médico francés Juan María Paillardelle y de la limeña Eustaquia de Sagardia Villavicencio. Estudió en la Escuela Politécnica de París, de la cual egresó como teniente de ingenieros militares. En 1796 ingresó a la marina francesa y en 1803 era alférez, datos que consta en un informe que él mismo redactó. Sus hermanos Juan Francisco Paillardelle y Antonio Felipe Paillardelle siguieron también la carrera militar. Tras la muerte de su padre en 1803, se trasladó a la península ibérica, acompañando a su madre y hermanos. La familia se instaló en el puerto de Cádiz. Los tres hermanos se naturalizaron españoles y en 1805 pasaron al Virreinato del Perú. Enrique, al igual que su hermano Juan Francisco, logró ser admitido en 1806 en el Regimiento de la Concordia, un cuerpo del Ejército Real del Perú integrado por miembros de familias de alcurnia. Su madre falleció en 1810, pero Enrique no pudo heredar ya que la Real Audiencia de Lima le negó tal derecho, por ser extranjero. Se sospecha que fue esta injusticia lo que impulsó a los hermanos Paillardelle a abrazar la causa separatista.

### Revolución en Tacna
Enrique pasó al Cuzco y se avecindó en Anta, donde contrajo matrimonio. Trabajó como ingeniero, profesor de matemáticas y agrimensor (1807); trazó el puente de Izcuchaca, entre otras labores profesionales.
En 1813 se hallaba en Tacna, confinado por las autoridades del Virreinato del Perú. Por entonces, los independentistas rioplatenses organizaban las Expediciones Auxiliadoras al Alto Perú, enviando al llamado Ejército del Norte de las Provincias Unidas del Río de la Plata para luchar contra el Ejército Real del Perú que se encontraba en dicha región. El general revolucionario Manuel Belgrano estableció su cuartel en Vilcapugio y envió emisarios a distintos lugares del Alto y el Bajo Perú, para que atrajeran adeptos a la causa patriota. Uno de esos emisarios rioplatenses fue Juan Francisco Paillardelli. Burlando la vigilancia, Enrique Paillardelle se trasladó a Puno, donde se encontró con su hermano, quien le puso al tanto del plan revolucionario, que consistía en el estallido conjunto de movimientos en Arequipa, Moquegua, Tacna y Tarapacá (Bajo Perú), en la retaguardia del Ejército del Perú, para favorecer el avance de las tropas de Belgrano por el Alto Perú. Llegado el momento de actuar, sólo se produjo el estallido en Tacna el 3 de octubre de 1813, encabezado por Enrique Paillardelli, quien al mando de unas decenas de voluntarios rebeldes, tomó el control de dicha ciudad y apresó al gobernador de la provincia. Al día siguiente, Juan Francisco se dirigió al cuartel de Belgrano, para informarle del éxito obtenido y solicitar ayuda, mientras que Enrique se quedó al mando de los rebeldes.
Días después, Enrique, al mando de un pequeño ejército, que enarbolaba la bandera azul y blanca de Buenos Aires, se dirigió hacia Moquegua, pero les salieron al encuentro fuerzas virreinales enviadas desde Arequipa y reforzadas con milicias locales. Se libró el combate de Camiara en el valle de Sicana, cerca de Locumba, el 31 de octubre de 1813, en donde los patriotas fueron derrotados. Los rebeldes capitaneados por Enrique Paillardell, José Gómez y Pedro Julio Rospigliosi sumaban 500 hombres a caballo. Enfrente estaban las tropas del coronel José García de Santiago, superior en número.

### En el Ejército del Norte
Paillardell marchó al Alto Perú para unirse a Belgrano, pero se enteró de que el general patriota había sido derrotado en la batalla de Vilcapugio y retrocedía; alcanzó a unírsele justo después del desastre de Ayohuma. De todos modos, fue ascendido al grado de teniente coronel.
Por el desaliento que le causaron estas dos derrotas, terminó convencido de que no valía la pena seguir intentando la liberación del Alto Perú, y que lo mejor era aliarse a los patriotas de Chile para llegar, desde allí, a Lima, por el Océano Pacífico. En cuanto el coronel José de San Martín se hizo cargo del Ejército del Norte, le hizo llegar esa idea, que fue apoyada entusiastamente por su amigo Tomás Guido. Había habido planes militares británicos desde el siglo pasado proponiendo campañas desde Buenos Aires, a través de Chile y con destino final en Lima. De modo que fue ésta la idea que San Martín se decidió a llevar adelante.
Justamente por esa idea de no seguir avanzando, San Martín decidió acantonar permanentemente a su ejército en San Miguel de Tucumán, en una posición defensiva, centrada en una gran fortaleza. El sitio elegido fue el "Campo de las Carreras", el mismo lugar donde Belgrano, en 1812, había librado exitosamente la Batalla de Tucumán. San Martín puso la construcción bajo la dirección de Paillardell, que tenía algún prestigio de ingeniero, aunque no se sabe que haya estudiado ingeniería. Después de tres meses de trabajo, quedó incompleta, transformada en una serie de cuarteles rodeados por un foso y una empalizada. Era conocida como "La Ciudadela", y fue el cuartel general del Ejército del Norte desde 1816 hasta 1819. También fue director de la academia de Matemáticas de mencionado ejército.

### La dictadura de Alvear
En abril de 1814 pidió y obtuvo el traslado a Buenos Aires junto con su hermano, el mayor Guillermo Paillardell. Se incorporó a la campaña que llevaba Carlos María de Alvear en la Banda Oriental, culminando exitosamente el largo sitio que le había impuesto el ejército de José Rondeau. Hizo imprimir una traducción de un tratado militar, que dedicó a Alvear. Este quedó muy impresionado y lo ascendió a coronel, además de iniciarlo en la Logia Lautaro.
Cuando Alvear fue nombrado Director Supremo de las Provincias Unidas del Río de la Plata, en enero de 1815, designó a Paillardell comandante del Fuerte de Buenos Aires.
Los tres meses del directorio de Alvear fueron considerados por los porteños como un gobierno insoportable debido a su carácter arbitrario y a los desmanes que cometían sus oficiales favoritos –que incluían asesinatos y robos– y que le hicieron muchos enemigos.
Cuando el ministro de guerra, Francisco Javier de Viana, inició la campaña contra los federales autonomistas de Santa Fe, Alvear envió a la mayor parte del ejército de la capital, unos 2000 hombres, a su campamento de Olivos, bajo el mando del coronel Paillardell.
Poco después, la avanzada del ejército al mando de Ignacio Álvarez Thomas produjo la sublevación de Fontezuelas. Cuando algunos grupos de militares que permanecían en Buenos Aires                                          se unieron a la revuelta, Alvear ordenó a Paillardell que avanzara sobre la capital, cosa que este no llegó a hacer: el Cabildo de Buenos Aires asumió provisoriamente el mando político, y envió al coronel Juan José Viamonte a hacerse cargo del ejército de Olivos. Paillardell rechazó las escasas fuerzas de Viamonte con descargas de fusilería, en una escaramuza que le causó algunas bajas y lo obligó a retroceder. Por unas horas más, Alvear tuvo a su disposición el ejército, por lo que se negó a renunciar.
Pero finalmente, tras una serie de comunicaciones cruzadas, sabiendo que ni siquiera contaba con la fidelidad de todos los hombres de Paillardell, y anoticiado del regreso del ejército rebelde al mando de Álvarez Thomas, Alvear presentó su renuncia y emigró. El jefe del campamento de Olivos entregó sus fuerzas a Viamonte y fue arrestado.

### Juicio y ejecución
Las nuevas autoridades consideraron necesario hacer un escarmiento de los partidarios de Alvear. Muchos de sus oficiales fueron enviados al jefe de los federales, José Artigas, para que este dispusiera de ellos; pese a que se temía que los hiciera ejecutar, Artigas los puso en libertad. Los jefes políticos fueron condenados a condenas de destierro.
Un tribunal militar especialmente creado para la ocasión, del que formaba parte Viamonte –el derrotado en Olivos– dictó la única condena a muerte de los seguidores de Alvear: el condenado fue Paillardell, y la causa para su condena fue haber causado bajas en defensa de su gobierno.
Enrique Paillardell fue fusilado en mayo de 1815 en Buenos Aires.